# Grupo Imagen
Grupo Imagen (рус. Гру́по Изображение) — мексиканская медиа-группа, третья по величине медиа-компания в Мексике после «Televisa» и «TV Azteca». Основана в 1962 году.
Создана как «Grupo Imagen de Comunicaciones», изначально была оператором нескольких радиостанций в Мехико. 
С 2001 года является частью «Grupo Empresarial Ángeles», выпускает интервью и новостные программы, а также транслирует зарубежные сериалы (преимущественно турецкие). Группа имеет свою дочернюю радиовещательную компанию «Imagen Radio» и газету «Excélsior». Медиа-группе принадлежат телеканалы Imagen Televisión и Excélsior TV, ранее она владела футбольной командой Керетаро (2014—2021), которая была продана «Grupo Caliente»,; Владеет также 30% футбольного клуба Симарронес де Сонора.

## Телеканалы
- Imagen Televisión
- Excélsior TV

## Другие холдинги
В мае 2014 года Grupo Imagen выкупила у правительства футбольный клуб Liga MX Керетаро. Это произошло после того, как в отношении предыдущего владельца команды было возбуждено дело о банковском мошенничестве.